# Chelonus annulatus
Chelonus annulatus är en stekelart som först beskrevs av Christian Gottfried Daniel Nees von Esenbeck 1816.  Chelonus annulatus ingår i släktet Chelonus och familjen bracksteklar. Arten är reproducerande i Sverige. Utöver nominatformen finns också underarten C. a. asiacola.